# Heidrun Kämper
Heidrun Deborah Kämper (* 1954 in Gevelsberg, zeitweise auch Heidrun Kämper-Jensen) ist eine deutsche Philologin und Politologin. Sie ist außerplanmäßige Professorin an der Universität Mannheim.

## Werdegang
Nach ihrem Studium der Germanistik und Politologie an der Universität Hamburg und der Technischen Universität Braunschweig, das sie 1981 mit der Magisterarbeit Jugendsprache und schöne Literatur im frühen 20. Jahrhundert an der Philosophischen und Sozialwissenschaftlichen Fakultät der TU Braunschweig abschloss, war Kämper zunächst von 1981 bis 1991 in verschiedenen von der DFG geförderten Forschungsprojekten als Assistentin und wissenschaftliche Mitarbeiterin am Seminar für deutsche Sprache und Literatur der TU Braunschweig tätig. 1988 wurde sie mit einer Dissertation zum Thema „Lieder von 1848. Politische Sprache einer literarischen Gattung“ bei Helmut Henne promoviert. 2005 wurde ihr auf Grund einer Habilitationsschrift zum „Schulddiskurs in der frühen Nachkriegszeit“ an der Philosophischen Fakultät der Universität Mannheim die Venia Legendi verliehen.
Von 1986 bis 1991 arbeitete Kämper bei der Neubearbeitung des Deutschen Wörterbuchs von Hermann Paul mit, seit 2002 ist sie neben Helmut Henne und Georg Objartel dessen Mitherausgeberin. Von 1993 bis 2003 arbeitete sie bei der Neubearbeitung des Deutschen Fremdwörterbuchs am Institut für Deutsche Sprache mit. Kämper ist auch Mitherausgeberin der Zeitschrift Germanistik. Bis 1999 übte sie eine Lehrtätigkeit der Technischen Universität Darmstadt aus. Seit 2000 leitet Kämper den Arbeitsbereich „Sprachliche Umbrüche des 20. Jahrhunderts“ am Institut für Deutsche Sprache. An der Universität Mannheim lehrt sie am Seminar für deutsche Philologie als apl. Professorin.
Von 2010 bis 2012 fungierte Kämper ehrenamtlich als Vertrauensdozentin der Friedrich-Ebert-Stiftung; seit 2012 ist sie Mitglied des Auswahlausschusses der Friedrich-Ebert-Stiftung. 2007 und 2009 erhielt sie Gastprofessuren an der Universität Sarajevo sowie der Marmara-Universität Istanbul übertragen.
1978 trat Kämper in die SPD ein, seit 2014 ist sie Mannheimer Stadträtin. Im November 2019 wurde Kämper von der Stadt Mannheim für ihre ehrenamtliche Arbeit im Mannheimer Gemeinderat die Ratsmedaille in Bronze (wird vergeben für mindestens eine volle Amtszeit) verliehen.

## Mitgliedschaft in Aufsichtsräten und Beiräten
- MVV Energie (seit März 2016)[5]
- Planetarium Mannheim (seit Juli 2014)[6]
- m:con – mannheim:congress GmbH[6]
- Alte Feuerwache Mannheim gGmbH[6]
- Klimaschutzagentur Mannheim gGmbH[6]
- MWS Projektentwicklungsgesellschaft mbH (Oktober 2016)[6]
- Stadt Mannheim Beteiligungsgesellschaft mbH[6]
- Stadtpark Mannheim GmbH[6]

## Publikationen (Auszug)
- Die Sprache der Rechten. Wie sie reden und was sie sagen. Reclam, Ditzingen 2024, ISBN 978-3-15-014595-1.
- Sprachgebrauch im Nationalsozialismus. Unter Mitarbeit von Adelheid Wibel. Winter, Heidelberg 2019, ISBN 978-3-8253-6982-8. (open access)
- Wörterbuch zum Demokratiediskurs 1967/68. Akademie-Verlag, Berlin 2013, ISBN 978-3-05-006444-4 (eingeschränkte Vorschau)
- Aspekte des Demokratiediskurses der späten 1960er Jahre. Walter de Gruyter, Berlin/Boston 2012 ISBN 978-3-11-026342-8 (eingeschränkte Vorschau)
- Opfer, Täter, Nichttäter: ein Wörterbuch zum Schulddiskurs 1945-1955. Walter de Gruyter, Berlin/Boston 2007 ISBN 978-3-11-019134-9 (eingeschränkte Vorschau)
- Der Schulddiskurs in der frühen Nachkriegszeit (Habilitationsschrift). Walter de Gruyter, Berlin/Boston 2005 ISBN 978-3-11-018855-4 (eingeschränkte Vorschau)
- Lieder von 1848: politische Sprache einer literarischen Gattung (Dissertation). Walter de Gruyter, Berlin/Boston 1989 ISBN 978-3-11-137222-8